# Ángelo Martino
Ángelo Martino (Rafaela, provincia de Santa Fe, 5 de junio de 1998) es un futbolista argentino. Juega como lateral izquierdo en Newell's old boys de la Primera División de Argentina. Es sobrino del exfutbolista, y actual entrenador y comentarista deportivo Gustavo Alfaro.

## Trayectoria
Ángelo Martino comenzó su carrera en Atlético de Rafaela. Debutó el 13 de marzo de 2017 en un partido ante Aldosivi. En este club jugó 50 partidos y marcó 4 goles. Luego pasó a Talleres tras firmar un contrato por 4 años.

## Clubes
| Club                | País      | Año             |
| ------------------- | --------- | --------------- |
| Atlético de Rafaela | Argentina | 2017 - 2018     |
| Talleres            | Argentina | 2019 - 2023     |
| Newell's            | Argentina | 2023 - presente |